# 印度支那單孔魨
印度支那單孔魨為輻鰭魚綱魨形目四齒魨亞目四齒魨科的其中一種，分布於亞洲湄公河及湄南河流域，體呈綠色的背面有黑色的斑點，腹面略灰色到深褐色，具有或者沒有深色的斑紋，成魚有眼狀斑，有時紅色，但通常為黑色斑塊，稚魚有同心圓灰白而黑色斑塊，體長可達7公分，棲息在底層流域，生活習性不明。

## 扩展阅读
維基物種上的相關：印度支那單孔魨